# Alopecosa kulczynskii
Alopecosa kulczynskii este o specie de păianjeni din genul Alopecosa, familia Lycosidae. A fost descrisă pentru prima dată de Bösenberg, 1895.
Este endemică în Insulele Canare. Conform Catalogue of Life specia Alopecosa kulczynskii nu are subspecii cunoscute.